# Markus Gsell
Markus Gsell (* 15. Februar 1985) ist ein ehemaliger Schweizer Fussballspieler.

## Spieler
Gsell spielte in der Jugend bei FC Bazenheid und anschliessend beim FC St. Gallen. 2003 wechselte er zum FC Wil, wo er bis 2010 im Mittelfeld spielte. Im Juni 2009 erlitt er einen Kreuzbandriss, nachdem er sich dieses bereits 2004 an seinem 19. Geburtstag gerissen hatte, worauf er eine halbjährige Pause einlegen musste. Diese zahlreichen Verletzungen, er spielte nie eine gesamte Saison, zwangen ihn schliesslich zu einem frühzeitigen Karriereende im Alter von 24 Jahren. Er arbeitete anschliessend als Jugendtrainer beim FC St. Gallen, gab das Amt aber auf und arbeitet seitdem in der Fitnessbranche.